# Coeloleptops effigies
Coeloleptops effigies là một loài tò vò trong họ Ichneumonidae.